# تلال منديب
تلال منديب (تسمى عادة منديب) هي مجموعة من تلال الحجر الجيري إلى الجنوب من بريستول وباث في سومرست، إنجلترا. يمتد من الشرق إلى الغرب بين ويستون سوبر مير وفروم، وتطل التلال على مستويات سومرست في الجنوب ووادي تشو وروافد آفون الأخرى في الشمال. أعطت التلال اسمها لمنطقة مينديب الحكومية المحلية، التي تدير معظم المنطقة. الجزء الغربي الأعلى من التلال يغطي 198 كيلومتر مربع (76 ميل2) تم تخصيصها كمنطقة ذات جمال طبيعي متميز (AONB)، مما يمنحها مستوى من الحماية يضاهي الحديقة الوطنية.
تتكون هذه التلال بشكل كبير من الحجر الجيري الكربوني، الذي يتم استخراجه من عدة أماكن. تتميز المنطقة بثلاثة بيئات شبه طبيعية مهمة وطنياً: الرماد - غابات القيقب والأراضي العشبية الجيرية والأراضي العشبية. مع مناخها المعتدل الذي يدعم مجموعات من النباتات والحيوانات مثل الطيور والفراشات والثدييات الصغيرة. تعتبر الجدران الحجرية الجافة التي تقسم المراعي إلى حقول ذات أهمية نباتية لأنها توفر للسكان المهمين من الجدار الأبيض النادر على العشب (Draba muralis).

## جيولوجيا
تعتبر تلال منديب أكثر منطقه تحتوي الحجر الجيري الكربوني في جنوب بريطانيا. وتشكلت الطبقات الصخرية المعروفة باسم الحجر الجيري الكربوني خلال العصر الكربوني المبكر، حوالي 320-350 قبل مليون سنة. وفي وقت لاحق، تعرض جزء كبير من شمال غرب أوروبا لتصادم قاري في جميع أنحاء العصر الباليوزوي المتأخر، بلغت ذروته في المراحل النهائية من أصل أصناف فيرسكن بالقرب من نهاية الكربون، وحوالي 300 قبل مليون سنة. أنتج هذا النشاط التكتوني مجموعات معقدة من السلاسل الجبليه وعدة تلال عبر ما يعرف الآن بجنوب أيرلندا وجنوب غرب إنجلترا وبريتاني وأماكن أخرى في أوروبا الغربية.

### رياضة السيارات
وهنالك عدة أشكال متنوعه من السباقات البيضاوية قصيرة المسار، بما في ذلك سيارات الأسهم F1 و F2، حدثت في سباق منديبس منذ عام 1969. يقع المسار على طريق وارنز هيل، على حافة محجر باتس كومب بين شيبهام وشارترهاوس.

## في الفنون
وصف توماس هاردي المندبس بأنه «مجموعة من صخور الحجر الجيري تمتد من شواطئ قناة بريستول إلى منتصف سومرشاير»، وتشير العديد من كتبه إلى منديبس أو مواقع على التلال. وفقًا للأسطورة، تم إلهام أوغسطس مونتاج توبلادي لكتابة كلمات ترنيمة «صخرة العصور» أثناء التستر تحت صخرة في Burrington Combe خلال عاصفة رعدية عام 1763 ؛ هناك لوحة معدنية تميز الموقع.

## روابط خارجية
- موقع منديب هيلز AONB
- موقع جمعية منديب
- Baker, Ernest Albert؛ Balch, Herbert E. (1907). The Netherworld of Mendip. Clifton: J. Baker & son. مؤرشف من الأصل في 2016-02-02.